# دون بيري
دون بيري هو لاعب هوكي الجليد كندي، ولد في 16 مارس 1930.

## وصلات خارجية
- دون بيري على موقع HockeyDB.com (الإنجليزية)